# Pristomyrmex mandibularis
Pristomyrmex mandibularis é uma espécie de formiga do gênero Pristomyrmex, pertencente à subfamília Myrmicinae.